# Нальгиев, Эльберд Асмарзиевич
Эльбе́рд (Эльбе́рт) Асмарзи́евич (Асмурзи́евич) Нальги́ев (4 ноября 1863, Сурхахи — 1918, Сурхахи, Терская область) — российский военачальник, генерал-лейтенант Российской императорской армии (1917), участник русско-японской и Первой мировой войн.

## Биография
Ингуш. Учился во Владикавказском реальном училище. Затем окончил Ставропольское казачье юнкерское училище. Был зачислен в 1-й Сунженско-Владикавказский полк Терского казачьего войска. Вся его военная служба прошла в казачьих войсках.
Во время русско-японской войны воевал в Кавказской конной бригаде. Командовал 6-й Ингушской сотней в Терско-Кубанском конно-иррегулярном полку, сотней во 2-м Горско-Моздокском казачьем полку Терского казачьего войска; 1-м Полтавским казачьим полком Кубанского казачьего войска. В 1904 году ему был присвоен чин есаула, в 1906 году он стал войсковым старшиной, в 1910 году — полковником.
Во время Первой мировой войны воевал на Кавказском фронте против Турции, командовал отдельным кавалерийским казачьим отрядом. В 1915 году Нальгиев был произведён в генерал-майоры и назначен командиром 1-й Кубанской казачьей бригады 2-й Кавказской казачьей дивизии, где прослужил до сентября 1917 года. В 1917 году был произведён в генерал-лейтенанты и назначен начальником 2-й Кавказской казачьей дивизии, но из-за революционных событий в должность не вступил.
Скончался в родом ауле (по ошибочному утверждению, встречающемуся в литературе, был убит красными).

## Память
Именем Нальгиева названы улицы в Магасе и Карабулаке.